# Mała Lodowa Kopa
Mała Lodowa Kopa – południowo-wschodni wierzchołek Lodowej Kopy o wysokości 2605 m n.p.m. znajdujący się w słowackiej części Tatr Wysokich. Od głównego wierzchołka Lodowej Kopy (dla odróżnienia zwanego niekiedy Wielką Lodową Kopą) leżącego na północnym zachodzie oddziela ją płytka przełączka zwana Lodowym Karbikiem, a od Wielkiego Lodowego Kopiniaka na południowym wschodzie oddzielona jest mającymi trzy siodła Lodowymi Wrótkami, między którymi znajdują się dwie turniczki zwane Lodowymi Igłami. Na wierzchołek Małej Lodowej Kopy, podobnie jak na inne sąsiadujące obiekty, nie biegną żadne znakowane szlaki turystyczne.
Mała Lodowa Kopa jest najwyższym i najbardziej wysuniętym na północny zachód szczytem włączanym do Lodowej Grani. Wznosi się jednak (wbrew informacjom podawanym w starszych przewodnikach) w głównej grani Tatr, a nienazwany punkt zwornikowy dla właściwej Lodowej Grani znajduje się na południowy wschód od jej wierzchołka. Odległość od głównego wierzchołka Lodowej Kopy do szczytu Małej Lodowej Kopy wynosi zaledwie 58 m (wg Paryskiego ok. 35 m).
Pierwsze wejścia turystyczne na wierzchołek Małej Lodowej Kopy nie były rejestrowane. Można domniemywać, że miały one miejsce podczas pierwszych wejść na główny wierzchołek, na który wchodzono już w latach 30. XIX wieku. Dawniejsze pomiary określały wysokość Małej Lodowej Kopy na ok. 2602 m lub 2608 m.
Nazewnictwo Małej Lodowej Kopy pochodzi bezpośrednio od Lodowej Kopy.